# Esquisse d'un tableau historique des progrès de l'esprit humain
Pour les articles homonymes, voir esquisse (homonymie).
L’Esquisse d'un tableau historique des progrès de l'esprit humain (aussi connu sous le nom de Prospectus) est un ouvrage de Nicolas de Condorcet, publié de manière posthume en 1795. Cet ouvrage de philosophie de l'histoire retrace les grandes étapes du progrès général de l’esprit humain à travers l’histoire, les sciences, la morale et la politique. L’Esquisse est divisée en dix chapitres, qui correspondent aux dix époques de l’esprit humain selon Condorcet.

## Genèse
Condorcet rédige cet ouvrage dans les derniers mois de sa vie, alors qu’il est contraint de se cacher au 21 rue Servandoni chez la veuve du sculpteur Louis-François Vernet, à la suite de la proscription des Girondins.

## Résumé

### Première époque
Condorcet commence son tableau par une époque hypothétique à propos de laquelle, dit-il, « aucune observation directe ne nous instruit ». Comme Aristote, il considère la famille comme l'unité de base de toute société. Le « besoin d'un chef, afin de pouvoir agir en commun », soit dans une optique de défense, soit afin de favoriser la subsistance, « fut l'origine des premières institutions politiques ».
Le philosophe expose aussi une théorie de l'évolution du langage et de son utilité dans le maintien des institutions publiques. Sa création et son utilisation n'ont pu qu'être progressives (« il est vraisemblable que ces signes n'ont été introduits dans l'usage qu'à force de temps, par degrés »).
Pour Condorcet, les institutions de pouvoir créées à cette époque produisent un effet contraire pour les siècles à venir : d'un côté, « accélérant le progrès des lumières, en même temps qu'elle répondait l'erreur ». En effet, à ce stade, la population est divisée entre deux portions du peuple : « l'une destinée à enseigner, l'autre faite pour croire ; l'une cachant orgueilleusement ce qu'elle se vante de savoir, l'autre recevant avec respect ce qu'on daigne lui révéler ».

### Deuxième époque
C'est ensuite que les peuples primitifs se tournent vers l'agriculture et deviennent des « peuples pasteurs ». La sédentarisation commence lorsque, « après avoir gardé ces animaux comme une simple provision, l'on observa qu'ils pouvaient se multiplier, et offrir par là une ressource plus durable ». La technique apparaît alors (« les arts firent quelques progrès ; on acquit quelques lumières »), en même temps que l'esclavage lorsque l'on se rend compte de la force de travail des humains.
C'est à ce moment-là que naît l'hospitalité (« qui se pratique aussi chez les sauvages, [mais] prend chez les peuples pasteurs un caractère plus prononcé »), et dans son sillage, une forme de civilisation des mœurs avec (« les mœurs durent s'adoucir »). Cela permet d'améliorer la condition des hommes en général, des femmes en particulier : « l'esclavage des femmes eut moins de dureté ; les femmes des riches cessèrent d'être condamnées à des travaux pénibles ».
Le renforcement des structures de pouvoir apporte toutefois son lot d'éléments insidieux. Les chefs dirigent des communautés humaines toujours plus importantes, et les enjeux de la survie ne les font pas toujours agir de manière droite (« on vit se perfectionner l'art de tromper les hommes pour les dépouiller, et d'usurper sur leurs opinions une autorité fondée sur des craintes et des espérances chimériques »).

### Troisième
La relative unité du genre humain qui dominait jusqu'à présent se retrouve chamboulée : « Les invasions, les conquêtes, la formation des empires, leurs bouleversements, vont bientôt mêler et confondre les nations, tantôt les disperser sur un nouveau territoire, tantôt couvrir à la fois un même sol de peuples différents ».
La vie en société apprend à chacun le principe de la division du travail, qui enseigne que chaque travailleur doit se spécialiser pour augmenter sa productivité. Ainsi, « on s'aperçut que l'industrie d'un individu se perfectionnait davantage, lorsqu'elle s'exerçait sur moins d'objets ; que la main exécutait avec plus de promptitude et de précision un plus petit nombre de mouvements, quand une longue habitude les lui avait rendus plus familiers ».
Dès lors, la société se divise en classes. En effet, « Aux trois classes qu'on pouvait distinguer déjà dans la vie pastorale, celle des propriétaires, celle des domestiques attachés à la famille des premiers, et celle des esclaves, il faut maintenant ajouter celle des ouvriers de toute espèce et celle des marchands ». Cet état de fait incite à la création de normes juridiques (une législation) plus précise et plus étendue.
Le philosophe aborde ensuite la question de la création de l'écriture, et notamment de l'alphabet, à partir des hiéroglyphes.

### Quatrième
Condorcet s'attarde sur la civilisation de la Grèce antique, dont il disait à la fin du chapitre précédent qu'il s'agissait du « peuple qui a exercé sur les progrès de l'espèce humaine une influence si puissante et si heureuse, à qui le génie a ouvert toutes les routes de la vérité ». Selon le philosophe, la faiblesse de la caste des prêtres dans la Grèce antique a permis à des penseurs de penser librement et de tout remettre en question sans crainte. Ainsi, « le génie pouvait y déployer toutes ses forces, sans être assujetti à des observations pédantesques, au système d'hypocrisie d'un collège sacerdotal ».
L'auteur voit dans la Grèce antique des évènements annonciateurs de la modernité de son temps. Ainsi, « on reconnaît aisément, dans ces deux idées [l'atomisme de Démocrite et le pythagorisme], et les systèmes hardis de Descartes, et la philosophie de Newton » ; la mort de Socrate « fut le premier crime qui ait signalé cette guerre de la philosophie et de la superstition ; guerre qui dure encore parmi nous ».
Le philosophe se montre particulièrement élogieux au sujet de l'éducation en Grèce. Elle était, dit-il, immédiatement liée à la défense et à l'amour de la patrie. Ainsi, « l'éducation était [...] une partie importante de la politique. Elle y formait les hommes pour la patrie, bien plus que pour eux-mêmes ou pour leur famille ».

### Cinquième
Le philosophe suit l'évolution de la pensée de la fin de l'âge d'or de la Grèce antique jusqu'à l'Égypte antique où « les sciences trouvèrent [...] un asile » ; la philosophie, qui aurait pu mettre en danger les despotes, ne survécut pas aux régimes tyranniques. Les sciences qui se maintinrent furent, selon Condorcet, « les sciences utiles à la navigation et au commerce », car les princes en avaient besoin. Condorcet passe en revue les écoles de philosophie de l'Antiquité, tels que le stoïcisme ou encore l'épicurisme.
Condorcet critique la manière dont les religions ont pu se faire lois civiles. Il remarque que « quand les lois, comme dans l'Orient, sont liées à la religion, le droit de les interpréter devient un des plus forts appuis de la tyrannie sacerdotale ».

### Sixième
L'auteur aborde l'arrivée du christianisme et le Moyen Âge, qu'il dépeint de manière négative. Le titre du chapitre, « Décadence des lumières, jusqu'à leur restauration, vers le temps des croisades », exprime l'idée générale du chapitre. Ainsi, « dans cette époque désastreuse, nous verrons l'esprit humain descendre rapidement de la hauteur où il s'était élevé ».
Si Condorcet reconnaît que les représentants des religions ont pu enseigner la morale, il considère que cette morale « enseignée par les prêtres seuls [...] créait une foule de devoirs purement religieux, de pêchés imaginaires ».

### Septième
Le philosophe traite du retour en force de la philosophie et de la liberté de pensée. Ce retour est d'abord le fait du climat d'intolérance des prêtres et de « leurs efforts pour s'emparer des pouvoirs politiques, leur avidité scandaleuse, le désordre de leurs mœurs, rendu plus révoltant par leur hypocrisie ». Selon Condorcet, la pensée a pu éclore et se répandre en Europe grâce à l'imprimerie.
L'auteur traite de la lutte entre le pouvoir temporel et le pouvoir spirituel. Il parle de la redécouverte des œuvres d'Aristote : « et sa philosophie, persécutée dans les premiers instants, régna bientôt dans toutes les écoles ». Condorcet se montre toutefois, sur un plan politique et social, particulièrement critique de cette époque féodale : « Les mœurs conservèrent, durant cette époque, leur corruption et leur férocité ; l'intolérance religieuse fut même plus active ; et les discordes civiles, les guerres perpétuelles d'une foule de petits princes remplacèrent les invasions des Barbares ».

### Huitième
Ce chapitre retrace l'histoire « depuis l'invention de l'imprimerie jusqu'au temps où les sciences et la philosophie secouèrent le joug de l'autorité ». Condorcet revient sur l'invention de l'imprimerie. Dès ce moment, « Ce qui n'était lu que de quelques individus, a donc pu l'être d'un peuple entier, et frapper presque en même temps tous les hommes qui entendaient la même langue ». Cela facilite aussi l'argumentation contre les idées fausses : « Toute erreur nouvelle est combattue dès sa naissance, souvent attaquée avant même d'avoir pu se propager, elle n'a point le temps de pouvoir s'enraciner dans les esprits ».
La même époque connaît deux autres grandes ruptures, selon Condorcet : la chute de Constantinople, en 1453, et la découverte de l'Amérique, en 1492. Si le fanatisme continue de prospérer en Europe, « la marche des sciences devient rapide et brillante. La langue algébrique est généralisée, simplifiée, perfectionnée, ou plutôt, c'est alors seulement qu'elle a été véritablement formée. Les premières bases de la théorie générale des équations sont posées ; la nature des solutions qu'elles donnent est approfondie ; celles du troisième et du quatrième degré sont résolues ».
Parallèlement, et paradoxalement, les systèmes éducatifs ne progressent pas au même rythme. « l'enseignement, partout asservi, corrompait partout la masse générale des esprits, en opprimant la raison de tous les enfants sous le poids des préjugés religieux de leur pays ».

### Neuvième
Le chapitre s'intitule « Depuis Descartes jusqu'à la formation de la République française ». Il trace un lien explicite entre les Lumières et l'aboutissement de la Révolution française. Selon Condorcet, la pensée philosophique a permis aux juristes, « après s'être égarés dans des théories incomplètes ou vagues », d'aboutir aux droits de l'homme, universels et inaliénables. Dès ce moment, « l'on n'osa plus partager les hommes en deux races différentes, dont l'une est destinée à gouverner, l'autre à obéir ; l'une à mentir, l'autre à être trompée ».
Cette époque est précédée de l'émergence de l'économie comme discipline de la pensée. Condorcet considère que cette science « fit peu de progrès jusqu'au moment où la paix d'Utrecht promit à l'Europe une tranquillité durable ». Ce n'est qu'alors qu'« on vit [alors] les esprits prendre une direction presque générale vers cette étude jusqu'alors négligée ; et cette science nouvelle a été portée par Stewart, par Smith, et surtout par les économistes français ».

### Dixième
Condorcet se montre particulièrement optimiste sur « [l]es progrès futurs de l'esprit humain », qui donnent son titre au chapitre. Il remarque que si l'on « peut prédire, avec une assurance presque entière les phénomènes dont [on] connaît les lois », il n'y a rien de chimérique à l'entreprise « de tracer, avec quelque vraisemblance, le tableau des destinées futures de l'espèce humaine ».
Le philosophe émet trois espérances : « la destruction de l'inégalité entre les nations ; les progrès de l'égalité dans un même peuple ; enfin, le perfectionnement réel de l'homme ». Il prophétise « il arrivera donc, ce moment où le soleil n'éclairera plus sur la terre que des hommes libres, ne reconnaissant d'autre maître que leur raison ».

## Postérité
Georges Cuvier cite Condorcet dans son Histoire des sciences naturelles.

## Éditions
- Esquisse d’un tableau historique des progrès de l’esprit humain (suivi de Fragment sur l’Atlantide), Paris, Flammarion, « coll. GF », 1988, 350 p.
- Une réédition de 1822 est accessible en ligne sur Gallica.